# Палаталізація
Палаталіза́ція, або м'я́кшення (від лат. palatum, «піднебіння») — у фонетиці явище м'якшення приголосних звуків. Відбувається завдяки участі у вимові середньої частини спинки язика — піднесенні її до твердого піднебіння. У Міжнародному фонетичному алфавіті палаталізацію приголосних позначають знаком ⟨ʲ⟩ (маленьким «j») у правому верхньому куті основного символу звуку (наприклад: пі [pʲi], кі [kʲi], сь [sʲ]); у радянському мовознавстві палаталізовані приголосні позначалися апострофом (наприклад: пі [п'і], кі [к'і], сь [с'])[джерело?].

## Палаталізація всинхронії
У синхронному описі фонетичної системи мови під палаталізацією розуміють підіймання середньої частини язика до твердого піднебіння, яке відбувається одночасно з основною артикуляцією приголосного. Палаталізація може співіснувати з будь-якою артикуляцією, крім середньоязикової; таким чином, палаталізованими можуть бути всі приголосні, крім палатальних. У Міжнародному фонетичному алфавіті палаталізація позначається знаком [j] вгорі справа від знаку відповідного приголосного, в українській мові (і в російській) згідно з традицією — апострофом (або крапкою над приголосним звуком).
В українській літературній мові палаталізовані («м'які») приголосні [д΄], [т΄], [з΄], [с΄], [ц΄], [л΄], [н΄], [дˆз΄], [р΄] мають «тверді» пари: так, [д] и [д'] виявляються протиставлені за ознакою додаткової артикуляції, усі інші ознаки (місце та спосіб утворення, наявність голосу) у них однакові. Таким чином, для цих приголосних наявність/відсутність палаталізації є роздільною (диференціальною) ознакою, тобто мають фонематичну значущість: існують слова, які розрізняються лише твердістю/м'якістю приголосного, наприклад: лан — лань.
У багатьох мовах світу поширена палаталізація перед голосними переднього ряду; у цих випадках вона існує не як роздільна ознака, а як позиційне фонетичне явище. Як диференційна ознака, палаталізація присутня, крім української літературної, у російській, білоруській, польській, литовській, румунській, японській мовах.

## Палаталізація в діахронії
В історичному мовознавстві під палаталізацією розуміють різні якісні зміни приголосних під впливом голосних переднього ряду або [j] (початкова фаза пов'язана з палаталізацією у синхронічному сенсі). В історії праслов'янської мови виділяють три палаталізації задньоязикових приголосних:

### Перша палаталізація
Перша палаталізація — перехід [k], [ɡ], [x] відповідно у шиплячі [t͡ʃ'], [ʒ'], [ʃ'] перед голосними переднього ряду. Сліди першої палаталізації досі зберігаються у вигляді чергувань у коренях.

### Друга палаталізація
Друга палаталізація — перехід [k], [ɡ], [x] відповідно у свистячі [t͡s], [z], [s]. Відбувалася пізніше, ніж перша: після монофтонгізації дифтонгів, внаслідок якої утворилися нові голосні переднього ряду. Сліди другої палаталізації помітні у чергуванні приголосних кореня перед закінченнями давального і місцевого відмінків.

### Третя палаталізація
Третя палаталізація — [k], [ɡ], [x] відповідно в [t͡s], [z], [s]. Вона відбувалася не перед голосними переднього ряду, а після них, тому називається прогресивною — на відміну від двох перших регресивних. Проходила непослідовно і не в усіх слов'янських діалектах.

### Йотація
Окремим видом слов'янської палаталізації слід визнати йотацію приголосних — зміну [t], [d], [s], [z] у деяких морфемах перед [j].

### Сатемізація
Окрім того, на перехідній стадії від діалекту праіндоєвропейської до статусу самостійної мови праслов'янська зазнала так званої сатемізації, що також є перехідною палаталізацією.

## Апостроф як знак палаталізації
Деякі мови та транслітераційні системи використовують апостроф для відмічання присутності, або відсутності палаталізації.
- У білоруській мові та українській, апостроф використовується між консонантним та наступним йотованим звуком (е, ё, ї, є, ю, я) для позначення того, що немає палаталізації попередньої консонанти, і звук вимовляється таким самим чином, як на початку слова. Ту саму функцію виконує твердий знак «ъ» в деяких кириличних абетках (російська).
- У деяких транслітераціях з кириличної абетки (білоруської, російської та української мов), апостроф зліва попередньої літери чи акут над попередньою літерою використовується для заміни м'якого знаку («ь», що виявляє палаталізацію попередньої консонанти), наприклад, Русь транслітерується в Rus'  чи Ruś відповідно до системи BGN/PCGN.

Конфузно, проте деякі з цих транслітераційних систем використовують подвійний апостроф ( ˮ ) для відбивання апострофа (=твердий знак) в українських та білоруських текстах. Наприклад, слов'янське («Slavic») є транслітероване, як slovˮyans'ke.
- Деякі карельські орфографії використовують апостроф на позначення палаталізації, наприклад, "n'evvuo" «радити», "d'uuri" «подібний», "el'vuttia" «оживляти».